# Орзан
Орзан (фр. Orzens) — громада  в Швейцарії в кантоні Во, округ Юра-Нор-Водуа.

## Географія
Громада розташована на відстані близько 65 км на південний захід від Берна, 22 км на північ від Лозанни.
Орзан має площу 4,2 км², з яких на 4,8% дозволяється будівництво (житлове та будівництво доріг), 79,3% використовуються в сільськогосподарських цілях, 15,9% зайнято лісами, 0% не є продуктивними (річки, льодовики або гори).

## Демографія
2019 року в громаді мешкало 208 осіб (+5,1% порівняно з 2010 роком), іноземців було 8,2%. Густота населення становила 50 осіб/км².
За віковим діапазоном населення розподілялося таким чином: 18,8% — особи молодші 20 років, 58,7% — особи у віці 20—64 років, 22,6% — особи у віці 65 років та старші. Було 95 помешкань (у середньому 2,2 особи в помешканні).
Із загальної кількості 69 працюючих 17 було зайнятих в первинному секторі, 34 — в обробній промисловості, 18 — в галузі послуг.